# Gajówka Budzyń
Gajówka Budzyń – peryferyjna część miasta Kraśnika w województwie lubelskim, w powiecie kraśnickim. Leży na wschód od centrum miasta, w rejonie ulic Kolejowej. Jest to najdalej na północ wysunięta część miasta. Od południa graniczy z Fabryką Łożysk Tocznych–Kraśnik (dawna fabryka amunicji w Kraśniku Fabrycznym).
W latach 1939-1953 w granicach Kraśnika, 1954–1975 w granicach Kraśnika Fabrycznego, a od 1 października 1975 ponownie w granicach Kraśnika.